# 슬로다이브
슬로다이브(Slowdive)는 잉글랜드의 록 밴드이다.1989년 결성되어 1995년에 해체했다. 그리고 2014년에 재결성되었다.

## 음반 목록
- Just for a Day (1991)
- Souvlaki (1993)
- Pygmalion (1995)
- Slowdive (2017)
- everything is alive (2023)